# Pseudalsomyia pilifacies
Pseudalsomyia pilifacies là một loài ruồi trong họ Tachinidae.